# اندی موگ
اندی موگ (انگلیسی: Andy Moog؛ زادهٔ ۱۸ فوریهٔ ۱۹۶۰) بازیکن هاکی روی یخ اهل کانادا است.
وی همچنین برندهٔ جوایزی همچون جام استنلی شده‌است.
از باشگاه‌هایی که در آن بازی کرده‌است می‌توان به ادمونتون اویلرز و مونترآل کانادینز اشاره کرد.